# Oxytrigona huaoranii
Oxytrigona huaoranii är en biart som beskrevs av Gonzalez och Roubik 2008. Oxytrigona huaoranii ingår i släktet Oxytrigona och familjen långtungebin. Inga underarter finns listade i Catalogue of Life.